# Chartreuse de La Loubatière
La Chartreuse Notre-Dame de Beaulieu ou Notre-Dame de La Loubatière, en latin : Domus Lupatoriæ (Louvetière), est un ancien monastère de Chartreux situé dans la forêt du même nom au nord de Fontiers, sur le territoire de la commune de Lacombe dans le département français de l'Aude en région Occitanie. Elle est appelée quelquefois Chartreuse de  Carcassonne.

## Histoire

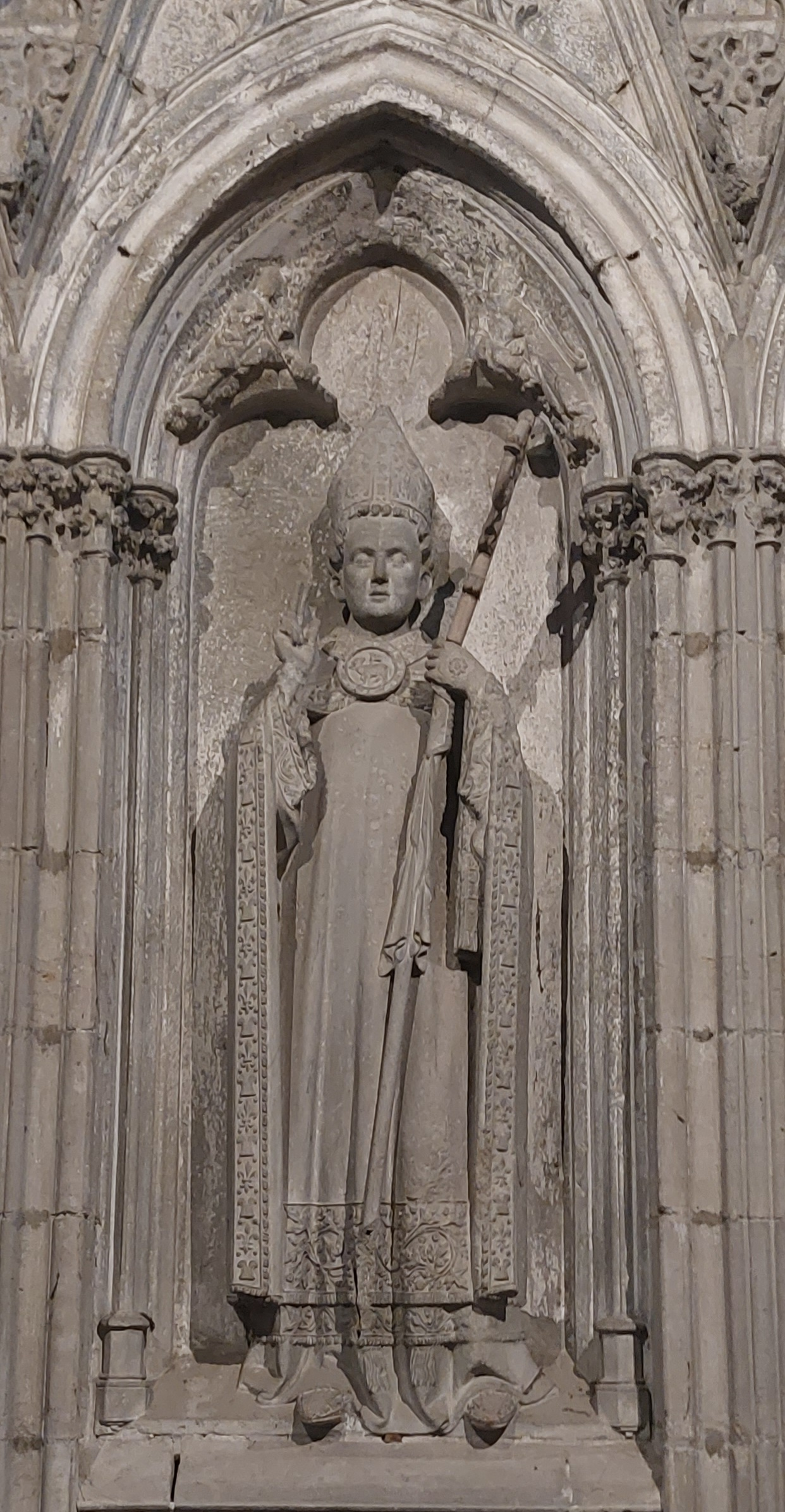
Représentation de Pierre de Rochefort, évêque de Carcassonne de 1300 à 1321, sur son monument funéraire situé dans la basilique Saint-Nazaire à Carcassonne.

Cette chartreuse est fondée vers 1315 dans la Montagne Noire sous le nom de « Notre-Dame de Belloc (Beaulieu) », par Pierre de Rochefort ou Roquefort, évêque de Carcassonne, à côté de la maison de campagne qu'il possède sur les bords du Linon. Il fait construire des bâtiments, une église, dédiée à la vierge Marie, une maison, un cloître adossé à l'église, mais sans dotation autre qu’une rente servie par le fondateur et la moitié des fruits décimaux de la paroisse de Fontiers-Cabardès . Le monastère s'ouvre avec douze moines. Les revenus sont de peu d'importance et les religieux restent malgré tout dans une grande pauvreté. 
En 1321, Pierre de Rochefort révoque ses donations par testament, mais les chartreux font casser cet acte. En 1323, le pape Jean XXII confirme la fondation et attribue l'église Saint-Clément de Fontiers-Cabardès à la communauté; le prieur a le droit de patronage et perçoit les grosses dîmes. Le nouvel évêque de Carcassonne, Pierre Rodier, fait quelques dons de dîmes et rentes. Le 12 novembre 1326, il ordonne d'établir d'une façon plus équitable le partage des revenus de la cure de Fontiers et donne aux chartreux, une grange appelée Soumeiras, sur le chemin de Saint-Denis, qui lui appartient personnellement. En 1332, il veut que l'on termine la construction du monastère qui se compose uniquement d'une chapelle et de quelques cellules basses sans aucun mur d'enceinte. La communauté acquiert quelques maisons dans les localités voisines : une à Carcassonne, une à Villardonnel et deux à Fontiers, l'une près de l'église, l'autre près du four banal.
En 1328, le frère Pierre d'Arris comparait devant l'inquisiteur de Carcassonne pour abjurer l'hérésie dont il est accusé. Il est excommunié et condamné à trois ans de cachot.
Le 20 mai 1347,  Lucie et Pierre Bogis, son époux, donnent au monastère les terres de Capcervy, près de Villardonnel, et de la Barthe. Les chartreux établissent une grange monastique à Capcervy (43° 19′ 30″ N, 2° 18′ 01″ E). L'acquisition de la terre de Capcervy, incite les religieux à abandonner les terres de la Loubatière pour s'établir dans cette nouvelle propriété qui offre toutes sortes de commodités par son terrain fertile, sa situation et son voisinage de plusieurs grands villages. Après avoir obtenu le consentement du chapitre général, les religieux adressent une requête au pape Clément VI qui consent, par une bulle du 30 avril 1347, à permettre le transfert du monastère. Le manque de ressources retarde la fondation d'une nouvelle maison. La maison ne peut plus nourrir que cinq religieux et un frère convers.
Les dépenses d'entretien achèvent de vider les maigres réserves que possèdent les religieux. Les frais de culture de Soumeiras et de Capcervy dépassent les recettes. Soumeiras, à cause de la mauvaise qualité des terres, coûte très cher à exploiter. En janvier 1372, ils cèdent cette métairie avec toutes ses appartenance. En 1372, les chartreux sollicitent l'attribution de l'église de Villardonnel et s'opposent aux moines de l'abbaye Saint-Jean-Baptiste de Montolieu.  Deux bulles, du 23 janvier 1373 et du 29 juin de la même année, du pape Grégoire XI unît à la chartreuse les revenus de la cure de Villardonnel. Deux ans après, le 4 mai 1375, le curé de Villardonnel, s'étant démis de ses droits, l'évêque de Carcassonne ordonne l'exécution de ces deux bulles. Les revenus de Villardonnel sont néanmoins modiques, 100 florins d'or ; moins la portion congrue du vicaire perpétuel dont la nomination appartient à l'abbé de Montolieu. De plus, la cure n'est pas unie à perpétuité, mais pour une durée de trente-cinq ans, à condition que le vicaire jouisse pendant ce temps de la moitié des fruits, de tout le casuel et de tous les legs faits à l'église ou au cimetière. Toutefois, l'évêque exempte les vignes de Capcervy de toute dîme, défendant au vicaire d'en lever aucune. En 1390, le pape Clément VII confirme leurs droits aux chartreux.
Un manuscrit de la Grande Chartreuse dit que Geoffroy, évêque de Carcassonne, en accord avec l’ordre des chartreux, réunit les biens de cette pauvre maison à la chartreuse naissante de Bellevue près de Castres. Le chapitre général autorise la fusion ; mais des difficultés surgissent, et les choses traînent en longueur, des années. Enfin, sur la proposition de Botas, prieur de la Loubatière, du chapitre général, de l'évêque de Carcassonne, et, avec l'autorisation du Saint-Siège, la fusion des deux chartreuses et de tous leurs biens, s'opère, le 7 décembre 1423. La confirmation papale est accordée le 6 janvier 1427, par lettres de Martin V, à Bernard de Robert, archidiacre de Narbonne, chargé de son exécution.
La chartreuse de Castres en s'annexant celle de la Loubatière, s'annexe aussi toutes ses dépendances: le prieuré-cure de Fontiers avec trois quarts de la dîme, la nomination du curé et une maison dans le village; le prieuré-cure de Villardonnel, échangé par la suite avec celui de Saint-Pierre-des-Cuisines de Toulouse, et une maison à Villardonnel qui est conservée; Capcervy et la Barthe. Capcervy est donné en emphytéose le 19 février 1430, mais la Barthe est conservée ainsi que les biens de Pezens. À partir de cette époque, le couvent n'est plus occupé, mais les religieux de Castres continuent pendant longtemps à prendre le titre de religieux de la Loubatière. La cloche de la chartreuse datant de 1611 est installée dans la tour de l'horloge à Fontiers-Cabardès.

## Prieurs

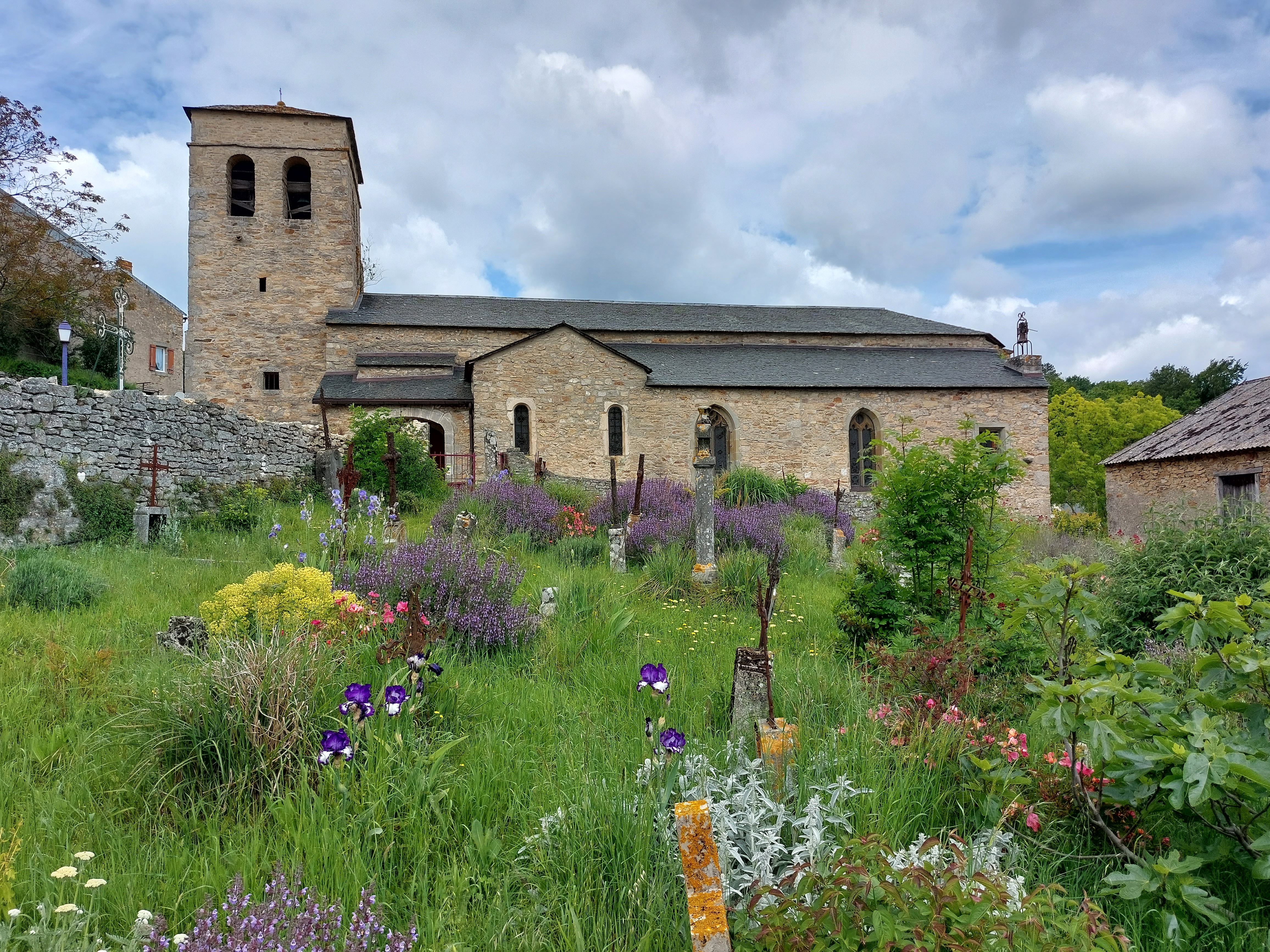
L'église Saint-Clément de Fontiers-Cabardès, ancienne possession de la chartreuse de la Loubatière.

D'après Boyer .
- 1323 : Jean de Montmartre.
- 1345 : Jean Engliens.
- 1375 : Pierre Rogioli.
- 1423 :  Botas[3].